# Oltre Rangoon
Oltre Rangoon (Beyond Rangoon) è un film del 1995 diretto da John Boorman.
Il film, ambientato in Birmania, affronta il tema del regime e dell'opposizione di Aung San Suu Kyi.

## Trama
La dottoressa Laura Bowman è vittima di una rapina nella quale il marito e il figlio vengono uccisi. Finito un breve periodo di riabilitazione, la sorella Andy la convince a fare un viaggio in Myanmar, nella ex Birmania. Qui Laura assiste ad una manifestazione popolare contro il regime militare al potere: la coraggiosa leader dell'opposizione Aung San Suu Kyi sfida disarmata i soldati schierati contro il popolo, ed in lei la protagonista vede la capacità di combattere la violenza con la pace.
In seguito fa la conoscenza di U Aung Ko, un anziano birmano che lavora come tassista per sopravvivere. Con lui compie un lungo viaggio nel paese, scoprendo che l'anziano è un famoso docente universitario, allontanato dalla sua professione dal regime che lo accusa di essere un capo spirituale del movimento studentesco; Laura conosce i suoi ex alunni che fanno parte del movimento anti-governativo: tra i ragazzi vive Sein Htoo che, nel tentativo di farla tornare in America, viene ucciso da un soldato, mentre il professore U Aung Ko rimane ferito. Lei decide di non tornare a casa ma di restare per aiutare l'anziano insegnante, affrontando situazioni estremamente pericolose e mettendo a repentaglio la propria vita.
Una volta giunta nella capitale Rangoon, cerca rifugio all'ambasciata statunitense, ma non riesce ad avere udienza, anzi, viene inseguita dalla polizia locale, che la considera una collaborazionista dei rivoltosi. Trova rifugio con il professore U Aung Ko su un camion che trasporta i profughi sino ai confini con la Thailandia, che riesce a valicare con i suoi amici, divenendo poi volontaria in un ospedale da campo allestito per aiutare i rifugiati.